# Gaidis Andrejs Zeibots

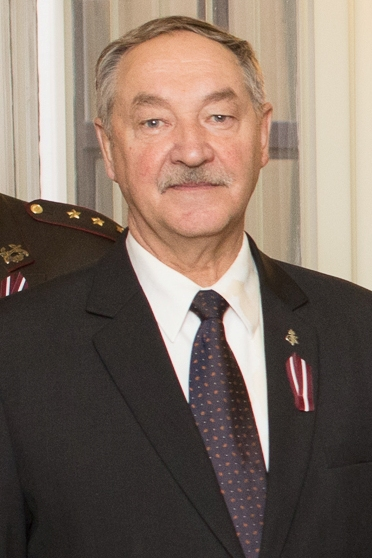
Gaidis Andrejs Zeibots (2017)

Gaidis Andrejs Zeibots (* 26. Juni 1945 in Cirgaļu, Bezirk Valka) ist ein sowjetischer und später lettischer Marineoffizier. In den Jahren 1992 bis 1999 war er Befehlshaber der Lettischen Seestreitkräfte und von 2003 bis 2006 Befehlshaber der Lettischen Nationalen Streitkräfte.

## Leben
Schon als Kind entwickelte Gaidis Zeibots ein Interesse für Musik und Technik. Nach dem Ende seiner Schulzeit beschloss er letzteres mit seinem Beruf zu verbinden und ging zum Studium nach Leningrad. Im Jahr 1999 wurde als dritter Offizier der lettischen Marine, nach Archibald von Keyserling (1927) und Teodors Spāde (1938), in den Admiralsrang befördert.

### Militärische Laufbahn
Nach seinem Abitur 1963 entschied sich Gaidis Zeibots für eine Karriere als Offizier bei der Sowjetischen Marine. So studierte er bis 1963 an einer Höheren Militärakademie für Marine-Elektronik in Leningrad. Danach diente er  (u. a. in Tallinn und Liepāja) in verschiedenen Positionen auf Fregatten. Im Jahr 1975 besuchte er einen weiterführenden Offizierskurs in Leningrad und diente anschließend als Kommandant eines eigenen Schiffes. Fünf Jahre später absolvierte er die Leningrader Marineakademie und 1987 die Leningrader Akademie für Transport und Versorgung der Armee und Marine. Währenddessen diente er von 1980 bis 1986 als stellvertretender Stabschef der Raketenschiffdivision in Baltijsk und von 1987 bis 1988 als stellvertretender Kommandeur der Marinebasis Liepāja. Später war er  zwischen 1988 und 1991 als Bataillonskommandeur der sowjetischen Kriegsschiffe im polnischen Gdynia stationiert.
Im Rahmen der Loslösung der baltischen Staaten aus der Sowjetunion trat der gebürtige Lette 1991 aus der KPdSU aus. Kurz darauf folgte er dem Ruf der neu entstehenden Marine seines Heimatlandes und übernahm im Januar 1992 (im Rang eines Kapitäns zur See) deren Leitung. Diese hatte er bis September 1999 inne. Bereits im August desselben Jahres war Zeibots, nach dem Besuch des United States Army War Colleges, zum Admiral befördert worden (Lettland hatte ursprünglich nur einen Admiralsrang – bei der Umstellung 2002 erhielt er den Rang eines Konteradmirals).
Im Anschluss übernahm Gaidis Zeibots von 2000 bis 2001 den Posten eines Exekutivsekretärs des Ministeriums für Verteidigung und war dort für die NATO-Integration Lettlands mitverantwortlich. Von 2001 bis 2003 war er als stellvertretender Befehlshaber der Lettischen Nationalen Streitkräfte tätig. Im Jahr 2003 übernahm er den Posten des Befehlshabers der Streitkräfte und wurde ein Jahr später zum Vizeadmiral befördert. Im Zusammenhang mit dem Unfalltot von zwei Fallschirmspringern der lettischen Spezialkräfte trat er 2006 vorzeitig zurück. Sein Nachfolger wurde der bis dahin als Befehlshaber der Luftstreitkräfte tätige Juris Maklakovs.

## Auszeichnungen
- 1997: Drei-Sterne-Orden (Ehrenmedaille in Gold)[6]
- 2001: Orden des litauischen Großfürsten Gediminas (Offizier)[6]
- 2004: Westhard-Orden (Großoffizier)[7]
- 2005: Orden des Adlerkreuzes (I. Klasse)[8]